# Mary Beats Jane (musikalbum)
Mary Beats Jane är den svenska hardcore/thrash metal-gruppen Mary Beats Janes debutalbum, utgivet 1994.
Albumet vann en Grammis i kategorin "Årets hårdrock" med motiveringen "En nervpirrande smältdegel av starka melodier, tidstypisk aggressivitet och en utomordentlig spelteknisk kraft.".

## Låtlista
1. "Neighbourhood Psycho"
2. "This Life"
3. "Old"
4. "Grind"
5. "Blood and Oil"
6. "War on Society"
7. "Wasted"
8. "Blind"
9. "I Don't Care"
10. "Hollowhead"
11. "Porno"
12. "Corn"
13. "Gunshot"
14. "coca cola report